# Parafia św. Wojciecha w Skibniewie-Podawcach
Parafia pw. św. Wojciecha w Skibniewie-Podawcach – rzymskokatolicka parafia należąca do dekanatu sterdyńskiego, diecezji drohiczyńskiej, metropolii białostockiej.

## Miejsca święte

### Kościół parafialny
W latach 1984–1990 staraniem ks. Ryszarda Kardasa zbudowano nowy murowany kościół. Kamień węgielny poświęcił w dniu 20 czerwca 1984 roku bp. Jan Mazur. Bp Jan Mazur dokonał również konsekracji kościoła 26 listopada 1989.

### Dawniej posiadane lub użytkowane przez parafię świątynie
- Pierwszy kościół w Skibniewie powstał przed 1464 rokiem. Spłonął w 1723 roku.
- Parafianie zbudowali następną drewnianą świątynię.

## Duszpasterze

### Proboszczowie
Proboszczem parafii jest od 2014 roku Ks. dr. Krzysztof Malinowski.

## Obszar parafii

### Miejscowości i ulice
W granicach parafii znajdują się miejscowości:

- Buczyn Dworski,
- Nowy Buczyn,
- Buczyn Szlachecki,
- Chmielnik,
- Dybów,
- Emilianów,
- Grzymały,
- Hilarów,
- Klepki,
- Kostki,
- Kurcze,
- Kutyski,
- Kostki-Pieńki,
- Pogorzel,
- Sągole,
- Skibniew,
- Wyszomierz.